# Ōshima-ishi
El Ōshima-ishi (大島石?) es un tipo de granito que se extrae de la Isla Ō de la Ciudad de Imabari, en la Prefectura de Ehime. Se utiliza principalmente para la fabricación de lápidas.

## Características
Es un granito compuesto por cuarzo, feldespato y biotita. El color es grisáceo, y se destaca dentro de las piedras graníticas de Japón por su dureza y bajo poder de absorción. Además es considerada un objeto de lujo y de exclusividad. Es apreciada en la Región de Kansai, especialmente en la Ciudad de Kioto, en donde tiene una aceptación generalizada como una piedra con un balance equilibrado, y que es una piedra que contiene la "belleza japonesa".